# Santa Luzia (Maranhão)
Santa Luzia, amtlich portugiesisch Município de Santa Luzia, ist eine Gemeinde im brasilianischen Bundesstaat Maranhão. Die Bevölkerungszahl wurde zum 1. Juli 2021 auf 73.105 Einwohner geschätzt, die auf einer Gemeindefläche von rund 4837 km² leben und Santa-Luzienser (santa-luzienses) genannt werden. Die Bevölkerungsdichte liegt rechnerisch bei 13,5 Personen pro km². Sie steht an 14. Stelle der 217 Munizips des Bundesstaates. Die Hauptstadt São Luís ist 294 km entfernt, verbunden durch die BR-222 und BR-135.
Ein kleiner Teil der Gemeindefläche (0,88 %) ist Teil des Indigenenreservats Araribóia, in dem Guajajáras leben.

## Geographie
Umliegende Gemeinden sind Santa Inês, Arame, Tufilândia, Buriticupu, Brejo de Areia, Altamira do Maranhão, Paulo Ramos, Marajá do Sena, Altamira do Maranhão, Alto Alegre do Pindaré und Amarante do Maranhão.
Die Gemeinde hat tropisches Klima, Aw nach der Klimaklassifikation nach Köppen und Geiger. Die Durchschnittstemperatur ist 27,2 °C. Die durchschnittliche Niederschlagsmenge liegt bei 1688 mm im Jahr. Im Südsommer fallen in Santa Luzia mehr Niederschläge als im Südwinter.

## Bevölkerungsentwicklung
| Jahr | Einwohner | Stadt  | Land   |
| --- | --------- | ------ | ------ |
| 1991 | 57.661    | 17.967 | 39.694 |
| 2000 | 67.648    | 21.264 | 46.384 |
| 2010 | 74.043    | 25.789 | 48.254 |
| 2021 | 73.105    | ?      | ?      |
| Hier fehlt eine Grafik, die leider im Moment aus technischen Gründen nicht angezeigt werden kann. Wir arbeiten daran! |           |        |        |

Quelle: IBGE (2011)

## Ethnische Zusammensetzung
Ethnische Gruppen nach der statistischen Einteilung des IBGE (Stand 2000 mit 69.271 Einwohnern, Stand 2010 mit 74.043 Einwohnern): Von diesen lebten 2010 25.789 Einwohner im städtischen Bereich und 48.254 im ländlichen Raum.
| Gruppe      | Anteil 2000 | Anteil 2010 | Anmerkung                        |
| ----------- | ----------- | ----------- | -------------------------------- |
| Brancos     | 18.669      | ▼ 13.899    | Weiße, Nachfahren von Europäern  |
| Pardos      | 39.809      | ▲ 52.939    | Mischrassige, Mulatten, Mestizen |
| Pretos      | 9.912       | ▼ 6.262     | Schwarze                         |
| Amarelos    | 136         | ▲ 821       | Asiaten                          |
| Indígenas   | 125         | ▼ 122       | indigene Bevölkerung             |
| ohne Angabe | 620         | –           |                                  |

## Bilder aus Santa Luzia

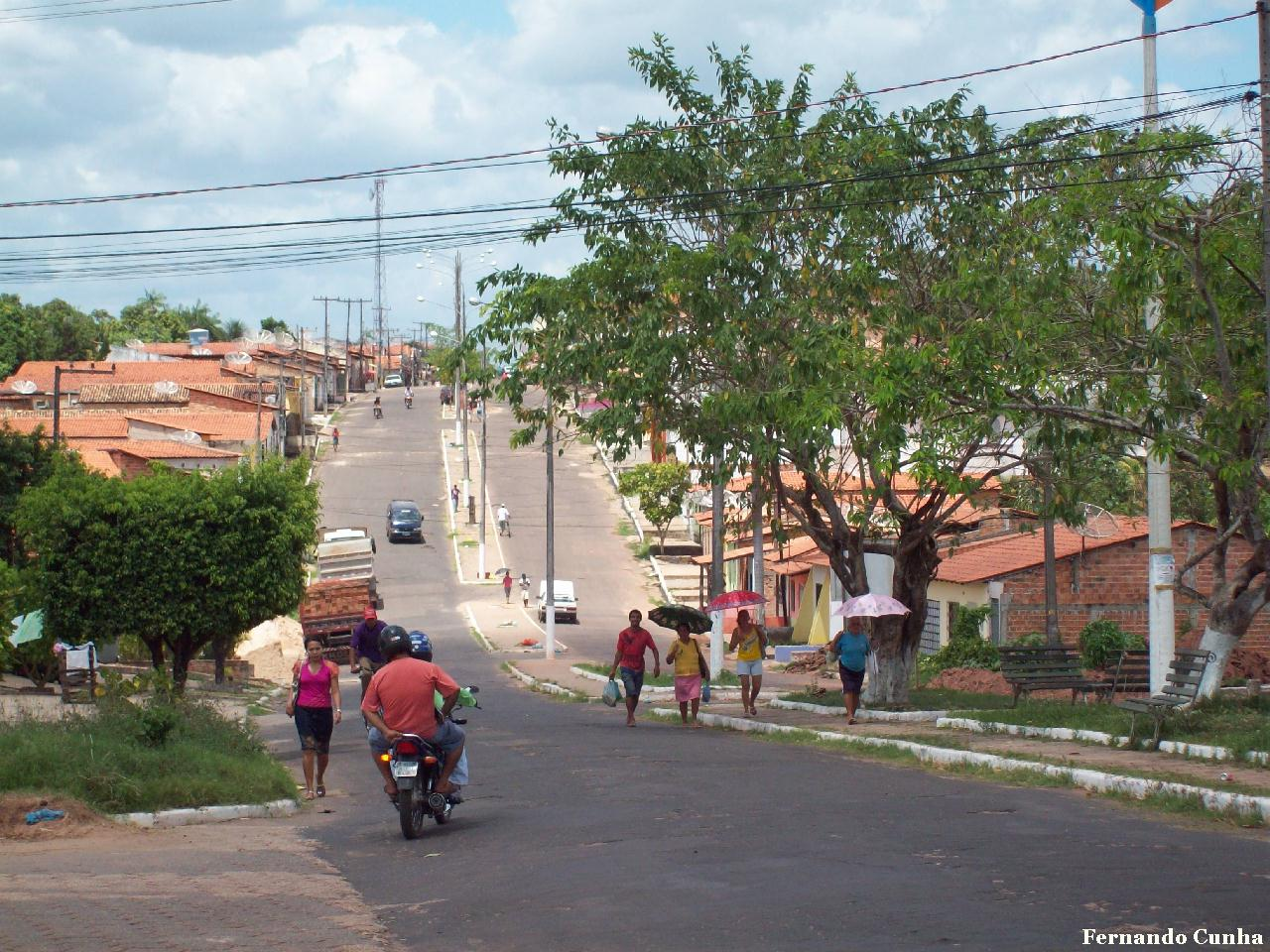
Ländliche Straße in Santa Luzia
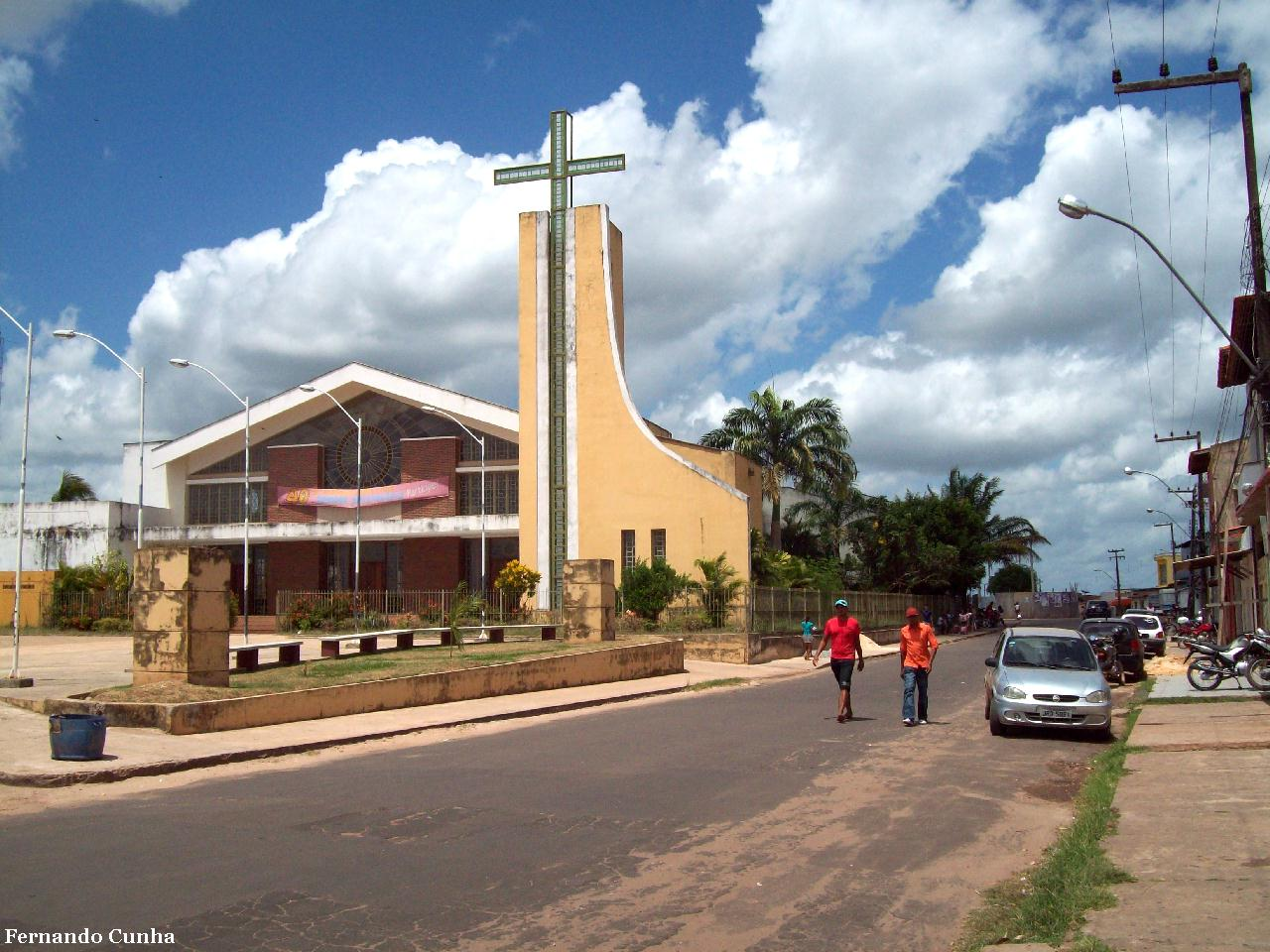
Igreja Santa Luzia
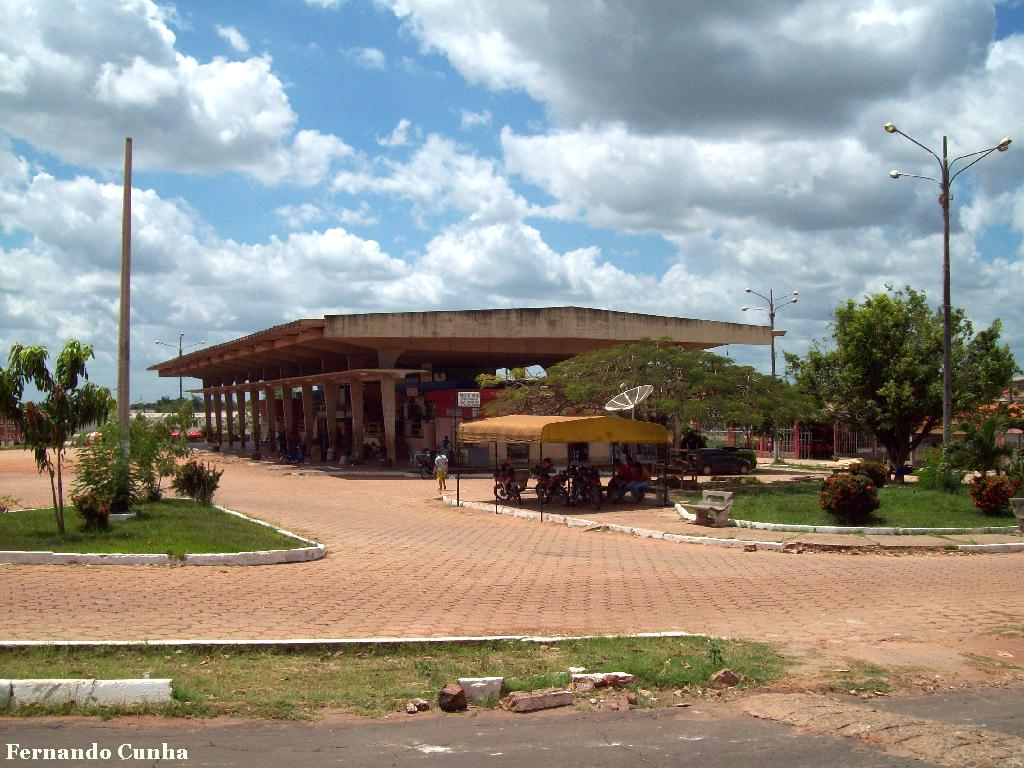
Busbahnhof in Santa Luzia

## Söhne und Töchter der Gemeinde
- Elionar Nascimento Ribeiro (* 1982), Fußballspieler, auch bekannt als Elionar Bombinha
- Rychely Cantanhede de Oliveira (* 1987), Fußballspieler,  auch bekannt als Rychely